# Castlevania: Harmony of Despair
Castlevania: Harmony of Despair (悪魔 城 ドラキュラHarmony of Despair, Akumajō Dorakyura: Harmony of Disupea, lit. Castillo Endemoniado de Dracula: Armonía de la Desesperación) es un videojuego 2D de acción y aventuras para Xbox Live Arcade y PS3 PSN perteneciente a la franquicia Castlevania. El juego presenta un sistema nuevo de mapa que permite a los jugadores ver todo el escenario de juego, así como incorporar hasta seis jugadores a la vez a través del Xbox Live. El juego se filtró por primera vez como una valoración OFLCA el 27 de mayo de 2010, entonces oficialmente anunciado para Xbox Live Summer 2010 de Juegos de Azar. Hacia finales de año, el juego se dio a conocer como una demo jugable en el stand de Konami en la convención E3 de 2010. Fue lanzado oficialmente el 4 de agosto de 2010  y lanzado para PS3 a través de la a la PSN el 27 de septiembre de 2011.

## Jugabilidad
El juego incluye un modo cooperativo, que es similar al modo Boss Rush de juegos anteriores de Castlevanias en 2D, pero con varias salas y los elementos para encontrar, sancionada por un jefe para luchar. También incluye un Modo Versus, donde la batalla se produce entre los jugadores. Algunos jefes son capaces de atacar a los jugadores en su camino hacia la lucha.
El juego cuenta con personajes jugables como Alucard, Soma Cruz, Jonathan Morris, Shanoa y Charlotte Aulin, todos los de anteriores juegos de Castlevania en 2D.
El juego puede dar cabida a los ocho personajes y a los jugadores que deseen ser un mismo personaje. Ellos se unirán a otros personajes a través del contenido descargable, cuando este sea lanzado. Los personajes tienen su propia forma de ataques y habilidades para usar en batalla. Un sistema de mapas totalmente nuevo permite hacer zum en tiempo real dentro y fuera de la fase actual, y no se detendrá el juego e incluso permite a los jugadores jugar con el mapa alejado. El juego también se puede reproducir en alta definición (en alusión a las iniciales del título: Castlevania HD.) Otras características del juego incluyen un libro colocado en ciertas partes de un nivel, que es la única manera de cambiar los elementos y equipos a mitad del juego. Los elementos de curación como pociones, se desplazará a través y se consume con teclas que se mencionan en el controlador. Además, el sistema de puntos de experiencia de la mayoría de los nuevos juegos de Castlevania en 2D se ha conservado, y la reducción de los jugadores de encontrar armas y equipos como el único medio de ayudar al personaje, y subiendo de nivel las sub-armas y hechizos como medio de desarrollo del carácter.

## Recepción
Castlevania: Harmony of Despair reunió varios puntos de recepción. La calificación es de un 7.5 en GameSpot, el cual elogia el modo multijugador, argumentando que es "la mejor forma de viajar en este nuevo Castlevania, y es la mejor manera de experimentar lo que puede ser una dirección potencial nueva y divertida para la serie". GameTrailers dejó un comentario a la exploración en comparación con anteriores juegos, mencionando que "la emoción del descubrimiento se ha ido, y en su lugar es el impulso compulsivo de adquirir botín. Por extraño que parezca, funciona, y en realidad puede ser muy divertido con los amigos".
Resolución Magazine estaba decepcionado con su "modo de juego un tanto quisquilloso" y por tener sólo seis etapas diferentes. Llegaron a la conclusión de su examen con una puntuación de 6/10. Destructoid también ha galardonado el juego con una puntuación de 6/10, afirmando que "en última instancia, se siente como Castlevania Lite -una versión reducida de un verdadero juego de Castlevania con ninguno de la profundidad o el diseño inteligente-". Eurogamer ha criticado el modo multijugador, mencionando que "Castlevania: Harmony of Despair tira abajo a su mínimo común denominador para que la función de varios jugadores, en lugar de reinventar el juego de varios jugadores para hacer prosperar". Se le dio la calificación final de 4/10.